# Rob Caggiano
Pour les articles homonymes, voir Caggiano (homonymie).
Rob Caggiano, né le 7 novembre 1976 à New York, est un guitariste et producteur américain.
Il est notamment connu pour sa participation à deux albums du groupe de thrash metal Anthrax. Depuis 2013, il est membre du groupe danois Volbeat.

## Biographie

### Jeunesse
Né en 1976 à New York dans une famille de mélomanes (son père est un chanteur admirateur de Frank Sinatra), Roberto Caggiano commence par pratiquer la batterie (il en joue d'ailleurs sans être crédité sur certains albums qu'il a produit) sur le kit paternel, avant de se mettre à la guitare pour imiter ses idoles Angus Young, Eddie Van Halen et Prince. Il assiste à son premier concert de heavy metal, qui réunit Megadeth, Warlock et Sanctuary, en 1988 au Beacon Theatre. A quatorze ans, il joue dans son premier groupe, Wildheart, en compagnie du chanteur Scott Thompson qu'il présentera des années plus tard à Dry Kill Logic. Il participeront d'ailleurs tous deux à l'enregistrement de leur album The Darker Sideof Nonsense (2001) ; Thompson à la guitare, lui à la production.

### Guitariste chez Anthrax (2001-2013)
En 1996, Caggiano devient membre d'un groupe nommé Boiler Room (en). Le groupe tourne aux États-Unis avec Disturbed ou Mudvayne. Ils se séparent en 2001 après une première tournée européenne.
Il est alors embauché par Anthrax pour remplacer Paul Crook sur leur tournée en ouverture de Judas Priest. Devenu membre permanent, il produit l'album We've Come for You All qui sort en 2003. En 2005, le groupe annonce le retour de Joey Belladonna et Dan Spitz pour une reformation du line-up de Among the Living. Le chanteur John Bush ayant refusé la proposition de faire vivre les deux line-ups du groupe en parallèle, Caggiano quitte de fait le groupe. Il regrettera publiquement que le groupe se laisse aller à cette facilité plutôt que d'aller de l'avant en enregistrant un nouvel album avec lui et Bush. Il se consacre exclusivement à la production jusqu'en 2007.
En 2006, Scott Ian affirme ne pas vouloir jouer pendant trois ans les cinq mêmes albums avec le line-up historique et affirme que Bush et Caggiano font pour lui toujours partie du groupe. En janvier 2007 Ian annonce la fin de la réunion. En décembre Anthrax annonce qu'il a trouvé un nouveau chanteur, Dan Nelson, que lui a présenté Rob Caggiano, qui est de retour dans le groupe. Le groupe tourne avec ce chanteur puis travaille à partir de novembre 2008 sur un nouvel album intitulé Worship Music. Alors que sa sortie est annoncée pour octobre 2009, elle est repoussée après le départ de Nelson en juillet. John Bush fait son retour pour assurer les concerts déjà programmés mais décline l'offre qui lui est faite de revenir définitivement dans le groupe et de réenregistrer le chant sur Worship Music.
Fin 2009, Caggiano se joint à Scott Ian, Joe Trohman (Fall Out Boy), Andy Hurley (Fall Out Boy) et  Keith Buckley (Every Time I Die) dans un nouveau groupe nommé The Damned Things. Leur album, Ironiclast sort le 14 décembre 2010.
En mai 2010, Joey Belladonna fait son retour dans Anthrax. Worship Music sort finalement en septembre 2011.

### Guitariste chez Volbeat (2013 - 2023)
Le 4 janvier 2013, Caggiano annonce son départ d'Anthrax et dix jours plus tard  Volbeat annonce qu'il produira son nouvel album. Alors qu'il avait dit quitter Anthrax pour se consacrer à la production, le 4 février, il rejoint officiellement le groupe danois. Il donne son premier concert avec cette formation le 22 février. Si Charlie Benante s'est étonné de la rapidité de son intégration, Caggiano et les membres d'Anthrax ont depuis fait plusieurs apparitions sur scène ensemble lors de prestations de leurs groupes respectifs,,.
Le 5 Juin 2023 Volbeat annonce sur les réseaux sociaux s'être séparé de Caggiano.

### Producteur
Outre des albums des groupes dont il a été membre (Anthrax, Volbeat), Rob Caggiano a également produit trois albums de Cradle of Filth.
Essentiellement spécialisé dans la production d'artistes de metalcore, il a produit des albums de The Agony Scene, Ill Niño, Bleeding Through et 36 Crazyfists.

## Discographie

### Avec Boiler Room
- 2000 : Can't Breathe

### Avec Anthrax
- 2003 : We've Come for You All
- 2004 : Music of Mass Destruction
- 2004 : The Greater of Two Evils
- 2011 : Worship Music

### Avec The Damned Things
- 2010 : Ironiclast

### Avec Volbeat
- 2013 : Outlaw Gentlemen and Shady Ladies
- 2016 : Seal the Deal and Let's Boogie
- 2019 : Rewind, Replay, Rebound
- 2021 : Servant of the Mind

### Production & mixage
- 2001 : Dry Kill Logic - The Darker Side of Nonsense
- 2003 : Anthrax - We've Come for You All
- 2003 : Cradle of Filth - Damnation and a Day
- 2004 : Anthrax - The Greater of Two Evils
- 2004 : Cradle of Filth - Nymphetamine
- 2005 : A Life Once Lost - Hunter
- 2005 : The Agony Scene - The Darkest Red
- 2006 : Cradle of Filth - Thornography
- 2006 : Bleeding Through - The Truth
- 2008 : Sahg - Sahg II
- 2009 : Chthonic - 十殿 (Mirror of Retribution)
- 2011 : Anthrax - Worship Music
- 2011 : Cradle of Filth - Evermore Darkly
- 2013 : Anthrax - Anthems (EP)
- 2013 : Volbeat - Outlaw Gentlemen and Shady Ladies